# Maxillaria atwoodiana
Maxillaria atwoodiana är en orkidéart som beskrevs av Franco Pupulin. Maxillaria atwoodiana ingår i släktet Maxillaria och familjen orkidéer.
Artens utbredningsområde är Costa Rica. Inga underarter finns listade i Catalogue of Life.